# صبحی سعید
صبحی سعید (انگلیسی: Sobhi Saïed؛ زادهٔ ۲۶ سپتامبر ۱۹۸۲) بازیکن هندبال اهل تونس است.